# Cyphonia clavata
Cyphonia clavata (лат.) — вид равнокрылых насекомых из семейства горбаток (Membracidae). Неотропика. Имеют внешнее сходство с муравьями.

## Распространение
Встречаются в Южной и Центральной Америке: Аргентина, Бразилия, Венесуэла, Гватемала, Гайана, Гондурас, Колумбия, Коста-Рика, Мексика, Никарагуа, Панама, Перу, Суринам, Эквадор.

## Описание
Длина тела менее 1 см. Внешние шипы делают его похожим на муравья; иллюзия, созданная булавовидными или шаровидными расширениями, выступами и отростками из переднеспинки насекомого. Общее сходство с агрессивными и жалящими муравьями подсемейства Myrmicinae даёт некоторую защиту от насекомоядных хищников. При этом структура, имитирующая муравья, выглядит перевернутой: имитируемая голова обращена к спине горбатки. Таким образом, когда она движется вперёд, вероятно, создает хорошее впечатление разворачивающегося и возбужденного муравья в прямой оборонительной позе, отпугивающего возможных хищников. Для завершения иллюзии конечные сегменты задних лап, окрашенные, как у муравья, скорее всего, служат передними лапами муравья, что придает статичному выступу иллюзию движения. Задний пронотальный отросток с двумя шипами позади плечевых углов; отросток заканчивается одним простым или луковицеобразным отростком с тремя острыми шипами.

## Таксономия
Вид был впервые описан в 1787 году датским энтомологом Иоганн Христиан Фабрицием.
Впервые этот вид был описан и проиллюстрирован в 1788 году этот вид бы проиллюстрирован немецким энтомологом Каспаром Штоллем, а позднее также упоминался и изображался в ряде публикаций первой половины XIX века. Хотя ни один из этих ранних авторов не упоминает о сходстве пронотума с муравьём, миметическое сходство и предполагаемое адаптивное преимущество, обеспечиваемое развитыми пронотальными структурами среди других представителей семейства Membracidae, уже стало предметом обсуждения в конце XIX века.